# Jaap Vogelaar
Jacob Cornelis (Jaap) Vogelaar (Dinteloord, 6 augustus 1909 - Nieuwerkerk aan den IJssel, 14 april 1969) was een Nederlandse burgemeester en lid van de provinciale staten van Zeeland.

## Leven en werk

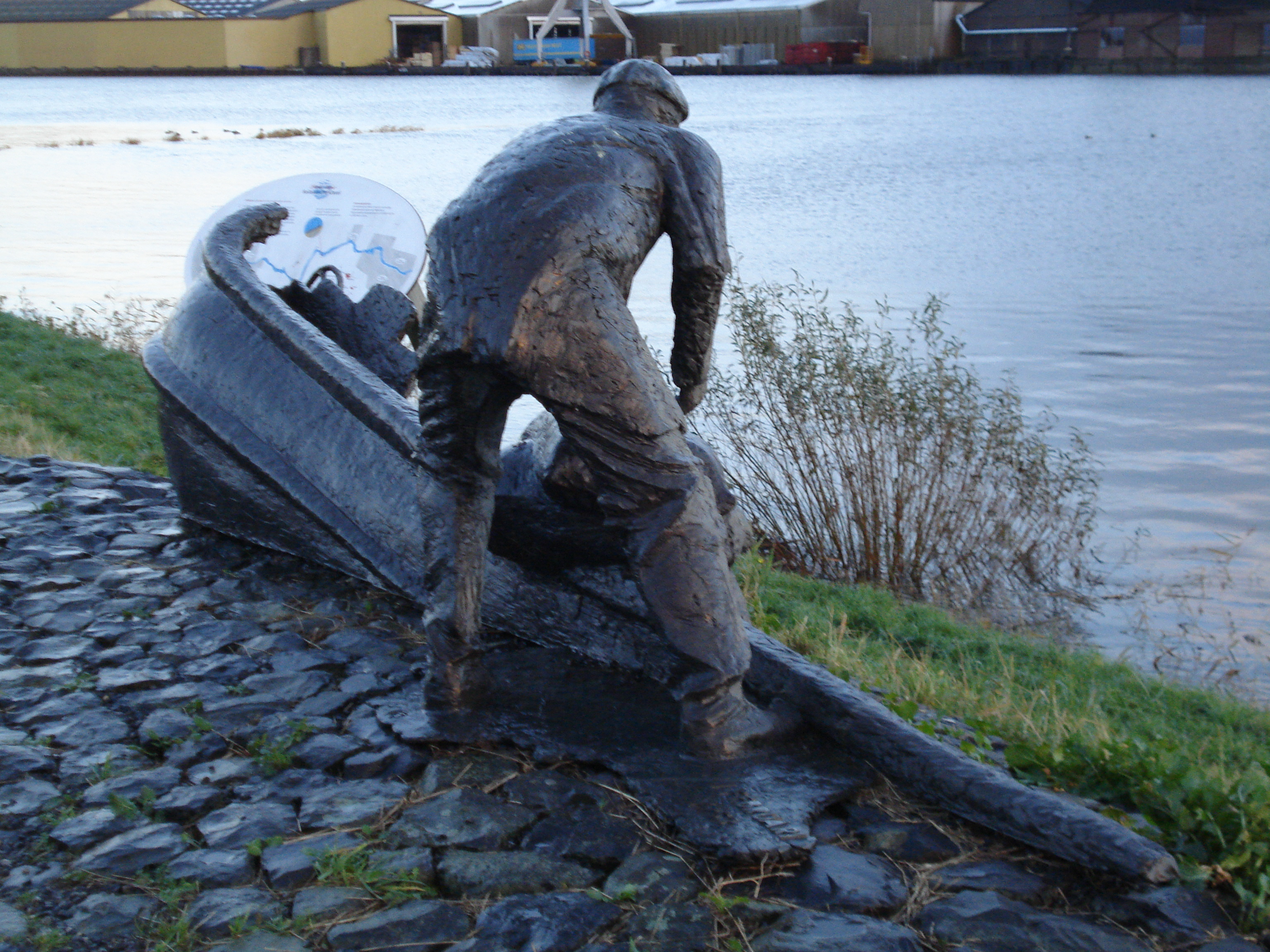
Een dubbeltje op zijn kant, monument uit 1983 naar aanleiding van het plaatsen van het schip De Twee Gebroeders tijdens de Watersnood van 1953.

Vogelaar werd in 1909 in Dinteloord geboren. Hij begon zijn ambtelijke loopbaan op de gemeentesecretarie van Puttershoek en vervolgde zijn carrière in Spijkenisse en Hekelingen. Voor zijn benoeming tot burgemeester van Baarland in 1938 was Vogelaar werkzaam als ontvanger en waarnemend secretaris bij het openbaar lichaam Wieringermeer. In 1946 werd hij tevens burgemeester van Hoedekenskerke en Oudelande. Van 1946 tot 1949 was hij lid van Provinciale Staten van Zeeland. Hij was voorzitter van de afdeling Zeeland van de Nederlandse Bond van Gemeenteambtenaren en doceerde aan de Zeeuwse opleiding voor gemeenteambtenaren.  In 1949 volgde zijn benoeming tot burgemeester van Nieuwerkerk aan den IJssel. Deze functie vervulde hij twintig jaar tot zijn overlijden in 1969. In die functie was hij ook actief tijdens de Watersnood van 1953, waarbij hij in naam der Koningin het bevel gaf om het zandschip Twee Gebroeders van schipper Arie Evegroen in een doorgebroken dijk te varen. Volgens dijkgraaf Hans Oosters was anders "de ramp niet te overzien geweest". De historicus Adri den Boer wijst er wel op dat "het Jantje Brinkersgehalte van het gebeuren in de rampnacht door de jaren heen wel steeds groter werd". Bij Nieuwerkerk dreigde, aldus Den Boer, geen gevaar.
Vogelaar was lid van de CHU. Bij het jubileum van de Vereniging van Christelijk Historische leden van gemeentebesturen in 1966 werd hij benoemd tot ridder in de orde van Oranje-Nassau. Hij was op dat moment twintig jaar penningmeester van deze vereniging.
Vogelaar trouwde op 24 oktober 1934 met Antje Clasina Johanna van Sliedregt. Hij overleed in april 1969 op 59-jarige leeftijd in zijn woonplaats Nieuwerkerk aan den IJssel. In Baarland werd de Burgemeester Vogelaarstraat en in Nieuwerkerk aan den IJssel de Burgemeester Vogelaarsingel naar hem genoemd.